# モニカ (曲)
「モニカ」は、吉川晃司のデビュー・シングル。1984年2月1日にSMSレコードから発売された。

## 背景
吉川のデビュー・シングル。表題曲「モニカ」は代表曲のひとつである。吉川の初主演映画『すかんぴんウォーク』（1984年）の主題歌として使用された。吉川演じる役名 ″民川裕司″ が、劇中に「THANKS」という曲名で歌っている。
カップリングの「真夜中のストレンジャー」は、『すかんぴんウォーク』の挿入歌として使用され、2008年12月開催ライブ『25 Years Eve」に向けて公式ファンクラブ内の携帯サイトで行われた「ライブで演奏して欲しい曲 リクエスト大作戦」にて第7位（「モニカ」は、第3位）となるなど高い人気のある曲だが入手が難しい状態が続いた。オリジナル・ヴァージョンは、アナログ・シングル盤以外ではソロ活動休止前の1988年12月に再発売された8センチCDシングル、及び2004年、日本武道館で開催したデビュー20周年記念ライブで来場者に無料配布された8cmCDの復刻版（グリコ「タイムスリップグリコ 青春のメロディチョコレート 第2弾」で発売された「モニカ」との連動企画）の3通りでしか聴くことが出来なかった。その後ベスト・アルバム『KEEP ON KICKIN'!!!!!』（2011年）に収録されたことで容易に入手可能になったが、同アルバムでは「ボーナス・トラック」扱いのため、他楽曲と比べ音質は劣る。しかし後に発売されたアルバム『B-SIDE+』に収録の際はリマスタリングがなされ音質がかなり向上して収録された。
オリコンチャートの最高順位は週間4位。1984年度オリコン年間22位。売上枚数は33.9万枚を記録した。

## リリース
1984年2月1日に、SMSレコード（現・バンダイナムコアーツ）より7インチレコードでリリースされた。

## プロモーション
本楽曲で当時の歌番組に多数出演。曲中にバック転や足を垂直に上げる動作などのパフォーマンスを行なっていた。音楽番組『ザ・ベストテン』（1978年 - 1989年、TBS系列）で本楽曲が初ランクイン、母校の修道高等学校のプールサイドで歌った際は、楽曲終了後にバック転でプールに飛び込んだ。後日、吉川はこのことに関して「水の中に入ろうってのは俺が考えたことじゃない。スタッフが（中継前に）『吉川さん、今日はプールがありますけど、どうします』って。要は『飛び込め』ってことでしょ」とテレビ出演の際に語った。

## ライブ・パフォーマンス
ライブではよく歌われる曲で、サビ部分の「♪モーニカ」と歌った後にファンが「♪モーニカ」と掛け合いするのが定着している。2004年にはデビュー20周年企画の一環として、音楽番組『ザ・ベストテン2004』（2004年、TBS系列）で、吉川（ボーカル）、松井常松（ベース）、高橋まこと（ドラムス）のスリーピースバンド・ラインナップで演奏された。

## メディアでの使用
お笑い芸人・陣内智則のネタ「カーナビ」では、本楽曲のサビの「THANKS」の部分をコンビニの「サンクス」という意味で使用した。
その他、南原清隆、山口智充、神奈月など多数の芸人からモノマネされた。
STVラジオにて番組パーソナリティを務めている佐々木たくおと黒岩たかやすの2名で製作しているYouTubeチャンネル『山鼻ホビーセンター』が縁となり、2022年10月16日に放送された特別番組『たくおとくろのホビセンラジオ』を放送した際、3時間の生放送でモニカを5回（その内の1回はライブ・バージョン）放送し、曲の後に頼まれてもいないのに2022年12月15日のカナモトホールのライブ開催の告知行った。そのことが吉川サイドに伝わり、吉川サイドより二人がカナモトホールのライブに招待された。尚、ライブには参加出来たが、二人は吉川本人に会うことは叶わず、そのツアーではモニカは歌われなかったので、モニカを直に聞くことが出来なかった。

## カバー
- レスリー・チャン（広東語、1984年）
- GOATBED - シングル（2005年）
- 陳慧琳（ケリー・チャン） - DVD『不如跳舞演唱会』（2006年）
- アンドリューW.K. - アルバム『一発勝負〜カヴァーズ』（2008年）
- 山内惠介- ライブカバーアルバム「惠音楽会」ポップス・歌謡編（2016年)

## シングル収録曲
| 全編曲: 大村雅朗。 |                            |            |        |      |
| #                  | タイトル                   | 作詞       | 作曲   | 時間 |
| 1.                 | 「モニカ」                 | 三浦徳子   | NOBODY | 3:39 |
| 2.                 | 「真夜中のストレンジャー」 | 松尾由紀夫 | 佐藤健 | 4:18 |

## リリース履歴
| No. | 日付           | レーベル    | 規格      | 規格品番 | 最高順位 | 備考 |
| --- | -------------- | ----------- | --------- | -------- | -------- | --- |
| 1   | 1984年2月1日   | SMSレコード | 7インチ   | SM07-240 | 4位      | |
| 2   | 1988年12月16日 | SMSレコード | 8センチCD | MD10-1   | -        | |
| 3   | 2004年2月14日  | SMSレコード | 8センチCD | AR-W204  | -        | タイムスリップグリコ「青春のメロディー」連動企画盤 20周年記念LIVE来場者のみ配布 「真夜中のストレンジャー」1曲のみ収録・ライナーノート記載アリ |
| 4   | 2004年2月24日  | SMSレコード | 8センチCD | AR-G204  | -        | タイムスリップグリコ「青春のメロディー」第2弾付録 「モニカ」1曲のみ収録・ライナーノート記載アリ                                               |

## ライブ版
- モニカ
  - ライブ音源
    1. ZERO（1988年）
    2. GOLDEN YEARS VOL.II（1993年）
    3. GOLDEN YEARS VOL.III（1996年）

  - ライブ映像 
    1. KIKKAWA KOJI '84 FLYING PARACHUTE TOUR（1984年）
    2. '85吉川晃司 LIVE for Rockfeeling Kids in BUDOKAN（1985年）
    3. ZERO ～HI-VISION LIVE WORLD '88（1988年）
    4. Lunatic LUNACY（1991年）
    5. SHYNESS OVERDRIVE 1992（1993年）
    6. LIVE GOLDEN YEARS EXPANDED 0015 GIGANTIC 2 DAYS LIVE Vol.2（1998年）
    7. LIVE archives 25（2009年）
    8. 25th ANNIVERSARY LIVE GOLDEN YEARS TOUR FINAL at 日本武道館（2010年）
    9. KIKKAWA KOJI 30th Anniversary Live "SINGLES+"＆ Birtyday Night"B-SIDE+" 【3DAYS武道館】（2014年）
    10. KIKKAWA KOJI LIVE 2018 "Live is Life"（2018年）
    11. KIKKAWA KOJI 35th Anniversary Live TOUR（2020年）
    12. LIVE archives 35（2020年）

  - テレビ出演
    - 音楽番組『夜のヒットスタジオ』（1968年 - 1985年、フジテレビ系列） - 1984年2月13日、3月26日、4月30日放送。
- 真夜中のストレンジャー
  - ライブ音源
    1. Thank You（2004年） - 初回限定盤のみ
    2. BEST BEST BEST 1996-2005（2005年）

  - ライブ映像
    1. KIKKAWA KOJI '84 FLYING PARACHUTE TOUR（1984年）
    2. LIVE GOLDEN YEARS Thanks0201 at BUDOKAN（2005年）

## 収録アルバム
- モニカ
  1. パラシュートが落ちた夏（1984年）
  2. MAIN DISH（1985年、シングル） - リミックスバージョンで収録
  3. beat goes on（1988年）
  4. PASSAGE:K2 SINGLE COLLECTION 1984-1996（1998年）
  5. Thank You（2004年） - リメイクバージョンで収録
  6. BEST BEST BEST 1984-1988（2005年）
  7. Disco K2（2007年） - リミックスバージョンで収録

- 真夜中のストレンジャー
  1. KEEP ON KICKIN'!!!!!（2011年）
  2. B-SIDE+（2014年）